# Johannes Nucius
Johannes Nucius (également Nux Nucis) est né vers 1556 à Görlitz (région de Lusace aujourd’hui Saxe la ville se nomme Zgorzelec [zgɔ'ʒɛlɛʦ], qui faisait partie autrefois de la ville allemande sur la rive orientale de la Neisse) et mort le 25 mars 1620 à Himmelwitz (aujourd'hui Jemielnica [jɛmjɛlˈnit͡sa] en Pologne , près de la ville de Strehlitz, en Haute-Silésie - aujourd'hui Strzelce Opolskie, Pologne également) est un théoricien de musique et compositeur allemand  de la Renaissance tardive et du début de l’ère Baroque. Bien qu’isolé de la plupart des grands centres d’activités musicales, il est un brillant compositeur dans le style de Roland de  Lassus et il rédige un traité ayant une influence  sur l’application rhétorique des dispositifs de compositions.

## Biographie
Il étudie au Gymnasium de Görlitz avec Johannes Winckler qui l’influence dans son développement. En 1586, il entre vers 1586 à l’abbaye cistercienne de Randau. Il reçoit une éducation humaniste pour compléter la formation musicale considérable qu’il a reçue sous Winckler. Il monte dans la hiérarchie du monastère, devenant diacre et plus tard abbé du monastère d’ Himmelwitz. En 1598, il remet la plupart de ses fonctions à ses assistants afin de composer et d’écrire son traité musicale.
En 1617, un incendie se déclare à Jemielnica détruisant le monastère, l'église, les immeubles commerciaux, les usines et la moitié du village. La maladie surprend Nucius et ne peut répondre à l'appel de l'évêque de Wroclaw car il souffre de la goutte, d'une paralysie des jambes et d'une perte complète de la vision. Il est enterré dans l'église de Jemielnica (très probablement les restes de Nucius sont situés près de l'autel principal).

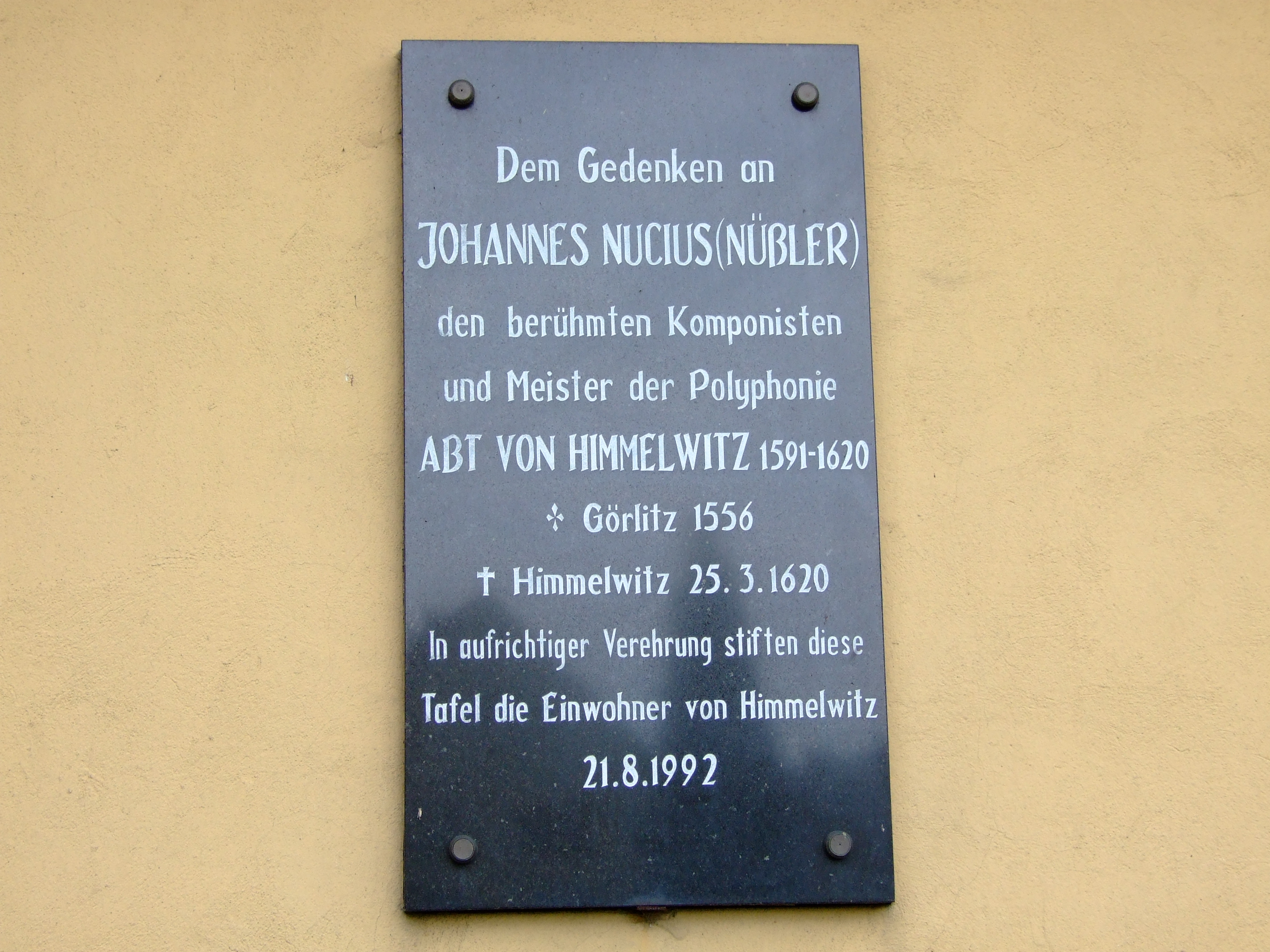
Panneau en mémoire de l'Abbé Johannes Nucius à Himmelwitz

## Son influence
Nucius témoigne de l’influence de Roland de Lassus avant tout. Il publie deux recueils de motets, contenant un total de 102 morceaux ainsi que plusieurs messes. Ses œuvres ont été publiées à Prague et à Liegnitz. L’écriture est homo-phonique, mais avec une abondance de dispositifs expressifs dont il fait une application exacte qu’il décrit en détail dans son traité majeure, 
C’est, en effet, son traité  Musices poeticæ sive De compositione cantum præceptions altissimæ (Neisse 1613)  qui constitue un apport important à la rhétorique musicale de l’époque baroque et lui fait gagner  sa renommée et sa réputation qui en résulte et qui va s’étendre jusqu’au XVIIIe siècle. Ce traité étend son influence sur trois des plus célèbres traités baroques allemands :  le Syntagma musicum (1618) de Michael Praetorius, la Critica musica (1722-1723) de Johann Mattheson et Musicalisches Lexicon de Johann Gottfried Walther de 1732.
Musices  poeticæs  est un guide pour la composition. Il se concentre principalement sur le contrepoint et comprend neuf chapitres, qui couvrent des sujets aussi divers que la définition de la musique, la définition des intervalles sonores, qui sont des accords et désaccords, la bonne succession de consonance et dissonance, modes musicaux, cadences, composé contre contrepoint improvisé et les techniques appropriées de composition pour les différents nombres de voix. Le chapitre le plus célèbre est le 7e, avec sa liste unique des périphériques musicaux spécifiques qui peut être utilisé pour exprimer des sentiments différents. Il est le premier d’une tradition Baroque allemand de comparaison des procédés musicaux avec rhétoriques, une idée qui devait être plus tard développé par Joachim Burmeister et Mattheson.
Il veut que le musicien, comme s’il peignait avec les sons, traduise les mots montagne, profondeur, abîme ; bien plus , cette peinture sonore doit s’étendre aux mots jour, nuit, obscurité ; et là où les sons ne peuvent plus rien exprimer, il faut que la couleur de la note écrite ou imprimée y supplée, en étant noire ou blanche (Lux, dies, nox, tenebræ quæ val notarum repletione vel albeline exprimi possunt. Fin du chapitre VII de  Musices poeticæ, etc. imprimé en 1618).
Il publie, également, 50 Modulations sacræ à 5-6 voix (Prague 1591 réédition sous le titre Cantionum sacrarum… liber primus, Liegnitz 2e édition 1609 et Cantionum sacrarum...liber secondus.

## Discographie
- Sacred Music – Alferder Vokalensemble sous la direction de Wolfgang Helbich (MDG 8 novembre 2013).

## Sources
- (en) Cet article est partiellement ou en totalité issu de l’article de Wikipédia en anglais intitulé « Johannes Nucius » (voir la liste des auteurs).
- Histoire de la musique (tome I des origines au XVIIe siècle) de J. Combarieu (Armand Colin),
- Dictionnaire biographique des musiciens de Théodore Baker et Nicolas Slonimsky (Bouquins – Robert Laffont).